# Pedro Camilo Franco
Pedro Camilo Franco Ulloa (Bogotà, 23 aprile 1991) è un calciatore colombiano, difensore o centrocampista dell'Alianza e della nazionale colombiana.
In patria gli è stato affibbiato il soprannome Franckenbauer, per via della somiglianza calcistica con Franz Beckenbauer.

## Carriera

### Club
Ha esordito nel 2009 con il Los Millonarios.

### Nazionale
Nel 2011 viene convocato nell'Under-20 per prendere parte al campionato mondiale di calcio Under-20.